# Тамара Луяк
Тамара Луяк (Белград, 1976) — сербська письменниця фантастичних оповідань, перекладачка з англійської, поетеса, журналістка та редакторка. Співавторка кількох літературних журналів і фанзинів. Разом з Міліцею Цинцар Попович веде майстерню творчого письма «Слово і голос» і організовує літературні заходи BG Storytelling Club «Слово і голос». Гордана Петкович, Наташа Станич і Тамара Луяк ведуть літературну панель Iz iskre — reči в UKS. Одна з ініціаторок художньо-екологічного проєкту Clean and Clear в PSK Kopaonik.
Входить до Асоціації журналістів Сербії, Асоціації письменників Сербії, Товариства любителів фентезі Лазара Комарчича, Сербського товариства наукової фантастики, Гайку клубу Шики та Асоціації любителів коміксів Гіперіон, член і прессекретарка Асоціації коміксів Сербії з 2014 року, а також членкиня ради директорів Асоціації художників виробництва традиційних народних ремесел Ethno Izvor, оргкомітету Фестивалю сербських фантастичних фільмів (FSFF, 2007).

## Прозовий доробок
- Історії з хмар, збірка оповідань, електронне видання, Project Rastko: Library of Serbian Culture, 2012; паперове видання, Pressing, Mladenovac, 2016.
- Читання, стан проживання, збірка афоризмів, електронне видання, проект Rastko: Бібліотека сербської культури, 2012.
- Словник страху (лексикон), Товариство утвердження культури «Пресинг», Младеновац, 2014.
- Як бояться діти, світові казки про чудовиська, Младеновац, 2015.
- Казкова гора (книга казок), Літературний клуб «Бранко Мількович», Княжевац, 2006.

За мотивами історії «Чотири пальці», якою відкривається ця збірка, ву 2007 році була поставлена однойменна вистава драматичної студії Alisa (сценарій Богдана Чургуза, продюсер Драгана Стоїлкович).

## Упорядковані книги
- Мисливці за думками, збірник афоризмів, Пресинг, Младеновац, 2017.
- Серед перлин, збірка афоризмів, Пресинг, Младеновац, 2017.
- Місто з привидами, збірка оповідань із конкурсу журналу Afirmator (співавтор Маріо Ловрекович), Пресинг, Младеновац, 2016.
- Як бояться діти, казки про монстрів, Пресинг, Mladenovac, 2015.
- Більш живий, ніж будь-коли, збірка поезії хайку, клуб гайку «Шікі», Белград, 2015.
- Життя не минає, збірка віршів Лази Лазіча, Бібліотека «енац Лазе Костића», Сомбор, 2015.
- Вуличний ходок, книга про графіті, електронне видання, Хеллy Цхеррy, Ћуприја, Белград, 2015; електронне видання, Проект Растко, 2018.
- Дорожня карта часу, збірка (наукової) фентезі-хайги, електронне видання, «Белег», Белград, 2015; електронне видання, Проект Растко, 2018.
- Ворота сну, антологія (наукової) фантастичної поезії хайку, електронне видання, «Белег», Белград, Белград, 2015; електронне видання, Проект Растко, 2018.
- Словник страху, словник міфологічних монстрів, Пресинг, Младеновац, 2014.
- Я люблю літати, збірка творів, опублікована в розділі Литера фанзину Helly Cherry з 2003 по 2014 рік, електронне видання, Helly Cherry, Купрія, 2014.
- Пригоди Бориса К., збірка оповідань Лейли Самарраї, Еверест Медиа, Белград, 2013.
- Стверджувач, Збірник №. 1 — збірник творів, виданий у 2012 році (колектив авторів), Пресинг, Белград, 2013.
- Як я вбив кохання, збірка оповідань із конкурсу Траблмејкер (співавтор Ненад Новкович), Асоціація громадян Траблмејкер, Белград, 2013.
- Момент натхнення, збірка оповідань із конкурсу сайтів Art Anima (співавтор Драголюб Ігрошанац), Товариство шанувальників фентезі «Лазар Комарчич», Белград, 2008.

## Антології та збірники
Її оповідання були опубліковані у Нова српска СФ и ОФФ прича (Алехандриа Пресс, Белград, 1999), Найкоротші оповідання 2004 року (Алма, Белград, 2005), Двері в мою історію (Алма, Белград, 2005), Найкоротші оповідання 2005 року (Alma, Белград, 2006), «Аліса в країні історій» (Алма, Белград, 2006), «І після оповідань» (Алма, Белград, 2006), «Односторонні історії» (Алма, Белград, 2007), «Жіночі історії» (Алма, Белград, 2007), Міські історії 2 (Графичко-издавачки центар Албос, Крушевац, 2007), Міські історії 3 (Графичко-издавачки центар Албос, Крушевац, 2008), Третя реальність (Публічна відкрита школа Пазін, Пазін, 2009), WХФанзин Но. 7. (Wест Херзегоwина Фест, Широки Бријег, 2009), Розповіді про динозаврів (Пучко отворено училиште Пазин, Пазин, 2009), Я — історія (Бесједа, Баня Лука, 2009), Лексикон Божих людей (Службени гласник, Белград, 2010), Сатиричні історії 2009 (Алма, Белград, 2010), Солодкі історії (ЕНЦО Боок, Оптимизам, Београдски салон слаткиша, Белград, 2011), Матеріали конференції «Розвиток астрономії серед сербів VI» (Астрономічне товариство «Руджер Бошкович», Белград, 2011) і Десяте коло (Публічний відкритий університет Пазіна, Пазін, 2011), Матеріали «XVI Національної конференції астрономів Сербії» (Астрономічна обсерваторія в Белграді, Белград, 2012), «Сльози за Велос» (Музей міста Зенице, Зеница, 2013), Невидимий Бог (Місцеве громадське мовлення Радіо Біле Поле, Біле Поле, 2013), Матеріали конференції «Розвиток астрономії серед сербів VII» (Астрономічне товариство «Руђер Бошковић», Белград, 2014), «ХААРП та інші історії» (Паладин, Белград, 2014), антологія «Фантаст Регія» (Об'єднання громадян любителів наукової фантастики «SCI&FI», Белград, 2014), «Незнайомці» (Оксиморон, Белград, 2015), «Люди без особливостей» (Оксиморон, Белград, 2016), антологія «Фантаст Регія 2» (Громадська асоціація шанувальників наукової фантастики «SCI&FI», Белград, 2017), «Апокаліпсис брехні» (Народний відкритий університет Пазін, Пазін, 2017), «Історії про меншини» (Народний відкритий університет Пазін, Пазін, 2017), «У швидкісному колі» (Страхор, Белград, 2017), «Les femmes» (se) racontent . Exériences dans les PECO" («Жінки говорять. Досвід у Центральній та Східній Європі», le Centre Regional Francophone de Recherches Avancees en Sciences Sociales, Бухарест, 2017).

## Проза в періодиці
Публікувалася в журналах, журналах та інших періодичних виданнях: Галаксија, Астрономија (фанзин Нова), Политикин Забавник, Наш траг, Орбис, Знак Сагите, Сигнал, Улазница, Блиц забаве, Trash, Нова зора, Путеви културе, Монс Ауреус, Квартал, Прича, Књижевни преглед, Књижевне новине, Босанска вила, Омаја; недељнику Град, фанзинима Емитор, Зелени коњ, Нова, Terra.

## Проза в електронних та радіовиданнях
Публікувалася в інтернет-журналі Балкански књижевни гласник, Бони, Књигомат, Афирматор, Шипак; на сторінках Інтернету: Anti Trafficking Centre, Screaming-planet, Бункер, Арт-Анима, Бундоло, Eniaroyah, Београдскака5анија, Bhfantasy, Белег, Траблмејкер, Чисто и бистро, PS-Portal; Інтернет фанзину Helly Cherry; интерактивном CD издању Monthly Scream 01 и Смех до бола 2; електронском недељном листу Сатир; міжнародний електронний журнал сатири, гумору та карикатури Носорог, інтернет-портал для казкарів — великих і малих Причај ми, в рамках інтернет-проекту Растко. Її оповідання транслювали на Радіо «Плана» з Великої Плани, Радіо «Наксі» з Белграда, Радіо Белград і Радіо Панчево; вірші та афоризми хайку на Радіо Панчево.

## Афоризми та епіграми
Публікувала афоризми в журналах: Naš trag, Putevi kulture, Политика, Мађарсо; кросворди Енигматски ђердан; міжнародний електронний журнал сатири, гумору та карикатури «Носорог»; електронний тижневик Жикишон; На сайті Ви на першому місці; в рамках Інтернет-проекту Растко; Інтернет-портал Чорногорія; збірки Афоризми і афористи 6 (Алма, Белград, 2006), Дриблінг духу (Алма, Белград, 2007), Перли балканського афоризму 1 (Алма, Белград, 2010), Матеріали конференції «Розвиток астрономії у сербів» В. І. (Астрономічне товариство «Руђер Бошковић», Белград, 2011), Маxминус, Aphorisms II (авторське електронне видання, 2011), Maxminus, Афоризми IV (авторське електронне видання, 2011), Извајане мисли бр. 4 (Центр культури і мистецтва Алексінац, Алексінац, 2011), до антології «Хто є хто в афоризмі» (Асоціація балканських сатириків Сербії «Јеж», Белград, 2015). Публікувала епіграми в міжнародному журналі сатири, гумору та карикатури «Носорог». Він включений до Білого кросворду, Енігмацький жердан, №. 721, стор. 8, Баня-Лука, 3.4-10.4.2014; кросворд Казкова гора, Енігма, бр. 2396, стор. 36, Белград, 1 вересня 2015 р.; кросворд у Незавісних новинах, бр. 5924, стор. 39, Баня-Лука, 31.10-1.11.2015.

## Хайку та вірші
Її вірші хайку публікувалися в журналах: Диоген, журналі про культуру; збірки: 21-й фестиваль хайку (Національна бібліотека «Бранко Радичевич», Оджаці, 2010), Чому птахи плачуть (Клуб хайку «Шікі», Белград, 2011); Матеріали конференції «Розвиток астрономії серед сербів VI» (Астрономічне товариство «Руђер Бошковић», Белград, 2011), Моє улюблене хайку (електронне видання, 2011; друковане видання, Путујуће хаику друштво, Нови Сад, 2012), 23. Фестиваль хайку (Національна бібліотека «Бранко Радичевич», Оджаці, 2012), Діоген, журнал про культуру (електронне видання, Діоген, Сараєво, 2012), 24-й фестиваль хайку (Національна бібліотека «Бранко Радичевич», Оджаці, 2013), Володимир Девіде: Путівник Star (електронне видання, Асоціація «Три ріки», Іванич град, 2014), Більш живий, ніж будь-коли (Хаику клуб «Шики», Белград, 2015), Поетична збірка — Міст культури (авторське видання, Рангун, 2016), Зоряна вічність (Поета, Ужице, 2017), 900 Jahre Schwabach, … und kein bisschen alt (900 років Швабаху. . . і не трохи старий, Neue Cranach Presse Kronach, Kronach, 2017); вірші у збірці: Ранок над Озреном 2009 (Літературний клуб «Соколово перо», Сокобаня, 2009), збірка Магія фестивальних барв (Дом культури Княжевац, Княжевац, 2010).

## Організація змагань
- Одна із організаторів та організаторок літературних конкурсів «Хеллy Цхеррy — Фантастика у перу» («Паклена вишња», постійно діє з 2006 р.), «Афірматор» (постійно діє з 2012 р.); «357 — Мить натхнення» (2007), «Виграй ікебану» (2007), «Як я вбив кохання» (Троублмекер, 2012); «Конкурс оповідання на фольклорну фантастику» (Реч и глас, 2015); конкурс коміксів «Двері часу» (Асоціація «Љубитељи стрипа Хиперион», 2015), «Казки» (Реч и глас, 2016), «Місто з привидами» (Афирматор, 2016), «Паралельні світи» (Реч и глас, 2016).), «Графіті року» (Паклена вишња, 2017).
- Одна із організаторів та організаторок конкурсу ангажованої фотографії «Дике сміттєзвалище в моєму районі» (Чисто и бистро, 2015).
- Самостійно організовані літературні конкурси: «357 — Історія на мить» (2011), «Звезде і ми» (2011), «Белег» (2011), «Дрво і я» (2012), «Помилка до природи» (2012), «Постійний літературний конкурс Белега» (2013), «Верба на бруківці» (2013), «Брама мрії» (2013), «Н(Ф) хаига» (2013).
- Була членом кількох літературних журі.

## Нагороди
- Золотий Гул за сербську книгу жахів року «Як діти бояться» (2015), Академија за хорор, Дејан Огњановић, Белград (2016)
- Нагорода за найскладніший афоризм на тему «Що до Європи» Клубу артистичних душ Мркоњић Град (2011)
- Статут «Королівського літературного клубу Караджорджевичів» за афоризм, Белград, 2006. років
- Третя премія Мистецького об'єднання «Мульти мистецтво» з Зренянина (2006)
- Третя премія за найоригінальнішу байку Клубу артистичних душ Mrkonjić Grad (2011)
- Перша премія Асоціації жінок «Вся краса світу», Зренянин (2006)
- Перша премія громадської асоціації «Сци&Фи» за оповідання, Белград (2006)

## Переклад
- Цисиум, двоколице из Каранова, Веселин Игнатов, Народни музеј Београд, 2015 (необјављено)
- Јога срца, Т. К. В. Десикачар, Биндер, Београд, превод са енглеског на српски, 2013 (необјављено)
- Лажна вереница, Аманда Квик, Алнари, Београд, превод са енглеског на српски, 2012 (потписана као Тамара Петелин)
- Клице промена, Хенри Хобхаус, Алгоритам, превод са енглеског на српски, 2011 (потписана као Тамара Петелин)
- Практични Фенг шуи, Симболи среће, Лилијан Шу, Алнари, Београд 2007, превод са енглеског на српски, 2007 (потписана као Тамара Петелин)
- Тајна црвене боје, Еми Батлер Гринфилд, Алнари, Београд 2006, превод са енглеског на српски, 2006 (необјављено)
- Ћилибарска соба, Катарина Скот-Кларк и Адријан Леви, Едитор, Београд, 2006, превод са енглеског на српски, 2006 (потписана као Тамара Петелин)
- Земља живих, Ники Френч, Едитор, Београд, 2006, превод са енглеског на српски, 2006 (потписана као Владан Стојановић)
- Краљев гамбит, Џон Медокс Робертс, ПС-Едитор-ИП, Београд, превод са енглеског на српски, 2005 (потписана као Татјана Петелин)
- Лажна вереница, Аманда Квик, Едитор, Београд 2005, превод са енглеског на српски, 2005 (потписана као Тамара Петелин)
- Проклетство Зибалбе, Лин Хемилтон, Едитор, Београд, превод са енглеског на српски, 2004 (потписана као Татјана Петелин)

## Проєкти
- 100 000 поетів за зміни, планетарний мультимедійний арт-проект і поетична подія, Альтернативний театр хайку «Нит», Божидар Аджія, 2017 (хайку)
- Одна з ініціаторів та учасників акції очищення озера Парігуз у Ресниці, організованої ПСК клуба «Копаоник», Копаонік, 2017 (екологія)
- Одна з учасників акції прибирання околиць гірського садиби «Копаоник», організована ПСК клуба «Копаоник», Копаоник, 2016 (екологія)
- Одна з учасників 60-го книжкового ярмарку, проект «Чисто і світло», Белград, 2015 (екологія)
- Одна з ініціаторів проекту «Міст культури М'янма — Сербія», 2015 (хайку)
- Одна з ініціаторів та учасників акції «Очисти Кошутняк», Белград, 2015 (екологія)
- 100 000 поетів за зміни, Божидар Аджіє, 2015
- Одна з учасників 15-го дитячого ярмарку, Белград, 2015 (екологія)
- Одна з ініціаторів та учасників акції «Очисти Кошутняк», Белград, 2015 (екологія)
- Одна з учасників Установчої асамблеї Мережі організацій захисту навколишнього середовища та охорони природи міста Крагуєвац, Крагуєвац, 2015 (екологія)
- Одна з ініціаторів та учасників акції «Очисти Кошутняк», Белград, 2014 (екологія)
- Одна з ініціаторів мистецько-екологічного проекту «Чисто і ясно», Белград, 2014. (екологія)
- Учасниця виставки «Потяг», організованої Мандрівним товариством хайку та Залізничним товариством Воєводини (зала очікування залізничного вокзалу Новий Сад), Новий Сад, 2013. (хайку)
- Учасниця «100 000 поетів за зміни», глобального мультимедійного мистецького проекту та поетичного заходу, Дім Джури Якшича, Белград, 2012 (хайку)
- Учасниця мультимедійного екологічно-мистецького проекту «Нитка Аріади», Музей короля Петра I Караджорджівича, Белград, 2012 (хайку)
- Брала участь у літературній майстерні «Pontes», Крк, 2009 (література)

## Альтернативний театр хайку «Гніда»
- 100 000 поетів за зміни, планетарний мультимедійний мистецький проект і поетична подія, Альтернативний театр хайку «Нит», Божидар Аджія (хайку), 2017.
- Міст культури: М'янма — Сербія, Клуб «Реч і глас», Магазин платівок і книг «Лейла», 2016.
- Тамара і Паралельні світи, Книжковий магазин Лейла, 2016.
- «Таємниця Акаші» та «Деконструкція», виставка робіт Добріци Кампереліча та Деяна Аксентієвича, Галерея «Блок», 2016.
- Історії з Бірми, лекція в рамках проекту «Культурний міст М'янма — Сербія», Ненад Вучкович і Рупа Аунг, Магазин платівок і книг «Леила», 2015.
- 100 000 поетів для змін, Альтернативний театр хайку «Нит», Божидар Аджія, 2015.

## Фотографії
- Одна з учасників акції «Фотографи для тварин», сторінка у Facebook, Белград, 2014.
- Учасниця конкурсу на продаж гуманітарної фотовиставки «Белградський контраст», Центр культурної дезактивації, Белград, 2014.
- Учасниця проекту «Neighborwood» (екологічна історія Нового Белграда, частина проекту Диференцирана суседства Новог Београда) на запрошення авторів проекту Міліці Лапчевич і Володимира Сожата, Новий Белград (фотографія, екологія), 2009.

## Археологія та збереження
- Робота з реставрації теракотових скульптур, робота Йована Ведегі, приватна колекція, Белград, 2009.
- Робота по реставрації теракотових скульптур, робота Йована Ведегі, приватна колекція, Белград, 2008.
- Робота по реставрації теракотових скульптур, робота Йована Ведегі, приватна колекція, Белград, 2007.
- Робота по реставрації макету дерев'яного корабля військового часу типу «Победа», приватна колекція, Белград, 2005 р.
- Робота по реставрації теракотової скульптури, роботи Йована Ведегі, приватна колекція, Белград, 2005.
- Прослухала курс «Основи профілактики», 19-21. Січень, Центр превентивного захисту «Діана», Галерея фресок, Белград, 2004.
- Робота по кераміці (XX століття, приватна колекція), центр «Діана», Галерея фресок, Белград, 2004.
- Робота над сучасною керамікою (20 століття), центр «Діана», Галерея фресок, Белград, 2004.
- Робота над сучасним склом (приватна колекція, 20 століття), центр «Діана», Галерея фресок, Белград, 2004.
- Відвідувала курс реставрації порцеляни, фаянсу та майоліки, Памела Ворнер, Addington Studio, липень-серпень; Центр профілактики Діана, 2004 р.
- Робота над перекладом книги «Збереження в польових умовах», Центр превентивного захисту «Діана», Галерея фресок, Белград, 2004.
- Працювала бібліотекарем у центрі «Діана», Галерея фресок, Белград, 2004.
- Робота на античному склі з Національного музею в Чачаку та Заєчарі, центр «Діана», Галерея фресок, Белград, 2003.
- Робота на античному склі з Текії, центр «Діана», Галерея фресок, Белград, 2003.
- Відвідала курс консервації скла (3-18 серпня), лектор Сандра Девісон, FIIC, ARC, The Conservation Studio, Лондон — робота над стародавнім матеріалом (Національний музей у Чачаку та Заєчарі); Центр «Діана», Галерея фресок, Белград, 2003.
- Робота над античним склом з Музею міста Белграда, центр «Діана», Галерея фресок, Белград, 2003.
- Робота над сучасним склом (приватна колекція, 20 століття), центр «Діана», Галерея фресок, Белград, 2003.
- Робота над сучасною копією мікенської кераміки, центр «Діана», Галерея фресок, Белград, 2003.
- Працювала бібліотекарем у центрі «Діана», Галерея фресок, Белград, 2003.
- Робота над античним склом з Національного музею в Чачаку та Заєчарі, центр «Діана», Галерея фресок, Белград, 2002.
- Робота на середньовічному склі з Національного музею в Чачаку, центр «Діана», Галерея фресок, Белград, 2002.
- Робота над сучасною скляною скульптурою (XX ст.), Музей сучасного мистецтва, Белград; Центр «Діана», 2002 р.
- Пройшов двотижневий курс консервації скла (17-28 червня), лектор Сандра Девісон, FIIC, ARC, The Conservation Studio, Лондон — робота над античним (верхні визначники) та середньовічним матеріалом — Котор; Центр «Діана», Галерея фресок, Белград, 2002.
- Працювала бібліотекаркою у центрі «Діана», Галерея фресок, Белград, 2002.
- Робота на античному склі з Національного музею в Чачаку та Заєчарі, центр «Діана», Галерея фресок, Белград, 2001.
- Робота на середньовічному склі з Національного музею в Чачаку, центр «Діана», Галерея фресок, Белград, 2001.
- Робота над сучасним склом, приватна колекція, 20 століття, центр «Діана», Галерея фресок, Белград, 2001.
- Працювала бібліотекаркою у центрі «Діана», Галерея фресок, Белград, 2001.
- Робота над античним склом з Національного музею в Чачаку та Заєчарі, центр «Діана», Галерея фресок, Белград, 2000.
- Робота на середньовічному склі з Національного музею в Чачаку, центр «Діана», Галерея фресок, Белград, 2000.
- Робота на камені, антична колекція Національного музею в Белграді, робота в команді Миролюба Стаменковича, центр «Діана», Галерея фресок, Белград, 2000.
- Роботи з очищення та реконструкції гіпсових копій середньовічних стечаків із депо Галереї фресок у Белграді; робота в команді Rista Mihić, центр «Діана», 2000 рік. Р
- Працювала бібліотекарем у центрі «Діана», Галерея фресок, Белград, 2000 рік.
- Робота над керамікою з Джердапу (передісторія та античність), центр «Діана», Галерея фресок, Белград, 1999.
- Робота над античним склом з Національного музею в Чачаку та Заєчарі, центр «Діана», Галерея фресок, Белград, 1999.
- Робота на середньовічному склі з Національного музею в Чачаку, центр «Діана», Галерея фресок, Белград, 1999.
- Робота на камені, антична колекція Національного музею в Белграді, робота в команді Миролюба Стаменковича, центр «Діана», Галерея фресок, Белград, 1999.
- Працювала бібліотекаркою у центрі «Діана», Галерея фресок, Белград, 1999 рік.
- Робота над доісторичним антропологічним матеріалом — серія Джердап, у команді доктора Мір'яни Роксандич, Університет Саймонда Фрейзера, Бернабі, Канада; Археологічна колекція філософського факультету, Белград, 1998.
- Робота над керамікою з Джердапу (передісторія та античність) у Караташі, центр «Діана», 1998 рік.
- Робота над типологією стародавньої кераміки в команді доктора Марко Поповича, директора Археологічного інституту; Археологічний інститут, Белград, 1998.
- Робота над антикварним склом з Мілою Попович-Живанчевич у Караташі, центр «Діана», 1998 рік.
- Відвідала курс консервації скла, середньовічного скла від Музею міста Белграда; викладач Памела Ворнер, Addington Studio, Девон, Англія; Каратась, центр «Діана», 1998 р.
- Робота над сучасним склом (приватна колекція, XVIII/XIX століття) з Мілою Попович-Живанчевич, Караташ, центр «Діана», 1998.
- Робота над кам'яними надгробками (античні), робота над сайтом Діана в команді Міролюба Стаменковича, Факультет прикладного мистецтва; Діана Центр, 1998.
- Робота над кам'яними надгробками (античні), Археологічний музей Джердапи, робота в команді Миролюба Стаменковича, Кладово, центр «Діана», 1998.
- Брала участь у формуванні професійної бібліотеки та працювала бібліотекарем у центрі «Діана», Караташ, 1998 рік.
- Робота над напівзруйнованою керамікою в Караташі, в консерваційному центрі «Діана», у команді Міле Поповича-Живанчевича, MA, музейного радника, Національний музей Белграда, президента YU ICOM, 1997.
- Робота в полі та польова документація на ділянці Діана, в команді Єлени Кондіч, MSc, куратора Національного музею в Белграді; Національний музей, Белград, 1996.
- Робота в полі та польова документація на ділянці Діана, в команді Єлени Кондіч, MSc, куратора Національного музею в Белграді; Національний музей, Белград, 1995.

## Виставки
- Робота в Югославській художній галереї, виставка скульптора Слободана Банета Савича, Белград, 2006.
- Одна з організаторів консерваційної виставки в Галереї фресок у Белграді; Центр «Діана», 2002 р.
- Одна з організаторів консерваційної виставки в Галереї фресок, Белград, центр «Діана», 2000.
- Одна з організаторів консерваційної виставки в Національному музеї, Белград, 1998-99.

## Критика та відгуки
- Милан Суботић, Лескино лишће (Љубав душе према бајковитој природи у збирки «Вилина планина» Тамаре Лујак), Зборник «Црте и резе 8», стр. 320, Ресавска библиотека Свилајнац, Свилајнац, 2017.
- Слободан Ивков, Тамара Лујак, Приче са облака, 12.11.16.
- Слободан Ивков, Тамара Лујак, Приче са облака, Блиц бр. 7076, стр. 28, Београд, 24.10.2016.
- Марио Ловрековић, Приче са облака (Генеалогија неба), ПС-Портал, 18.8.2016.
- Слободан Ивков, Тамара Лујак: Речник страха, Блиц, Блиц књига, бр. 6388, стр. 3, Београд, 30.1.2016.[1]
- Славен Радовановић, Проза о вилинском свету, 16.12.2013.[2]
- Илија Бакић, Нове-старе бајке, 16.12.2013.[5]
- Драгана Стојиљковић, Кроз вртове детињства, 16.12.2013.[6]
- Пеђа Радосављевић, Змајеви из Пераста, «Треће око», 28. августа 2007.[3]
- Драгана Стојиљковић, Лујак Тамара: Вилина планина, Новине београдског читалишта бр. 22-23-24, стр. 12, Београд, јун-јул-август 2007.
- Јелена Протић-Петронијевић, Истражујући Вилину Планину, «Повеља» бр.2, Краљево, 2007.[4]
- Ненад Милосављевић, Фантастичне приче Тамаре Лујак, Светлост, август 2007.
- А. С, Бајка и скулптура, Нова Јасеница, бр.11, Културни додатак, стр. 10, Велика Плана, 17.2.2007.
- Гаврило Петровић, Танталове муке, Тамара Лујак, Емитор бр. 448, стр. 57, Друштво љубитеља фантастике «Лазар Комарчић», Београд, 2004.
- Андреј Николаидис, Дах шовинизма и дилетантизма, Вијести, бр. 754, стр. 11, Подгорица, 1999.